# Fabian Bruskewitz
Fabian Wendelin Bruskewitz (ur. 6 września 1935), amerykański biskup katolicki polskiego pochodzenia. Święcenia kapłańskie przyjął w 1960. W latach 1992–2012 biskup diecezji Lincoln w stanie Nebraska.
Jest znany z poglądów konserwatywnych.